# Craig Smith (basket-ball)
Pour les articles homonymes, voir Craig Smith.
Craig Smith est un joueur américain de basket-ball né le 10 novembre 1983 à Inglewood, Californie. Smith mesure 2,03 m et joue au poste d'intérieur.
Smith fait ses études universitaires à Boston College, jouant dans l'équipe des Eagles de 2002 à 2006. Il est choisi par les Timberwolves du Minnesota lors de la draft 2006 de la NBA. 

## Biographie

### Carrière universitaire
Lors de sa carrière universitaire, Smith marque au total 2 349 points pour les Eagles de Boston College. Il est le deuxième meilleur marqueur de tous les temps de son université derrière Troy Bell. Lors de sa dernière saison universitaire il tourne à 17,6 points, 9,4 rebonds, 3,0 passes, 1,2 interception et 0,8 contre par rencontre en moyenne.

### Carrière professionnelle

#### Timberwolves du Minnesota (2006-2009)
Le 28 juin 2006, Smith est sélectionné par les Timberwolves du Minnesota au deuxième tour (36e position) lors de la draft 2006. Pour son année de rookie, Smith marque 7,4 points et prend 5,1 rebonds de moyenne. Pour les cinq dernières rencontres de la saison, Smith est titulaire et réalise en moyenne 12,0 points et 10,2 rebonds par rencontre pour 34,4 minutes. À la suite de ses bonnes performances au long de la saison, Smith est nommé le 8 mai 2007, dans la All-Rookie Second Team.
Pendant la ligue d'été de Las Vegas, Smith marque 21,8 points et prend 6,0 rebonds par rencontre en moyenne. Le 11 décembre 2007, Smith réalise son record en carrière professionnelle : il marque 36 points (14 sur 22 au tir) en 38 minutes lors d'une défaite 88-102 face aux Wizards de Washington.

#### Clippers de Los Angeles (2009-2011)
Le 20 juillet 2009, Smith est transféré aux Clippers de Los Angeles, avec Mark Madsen, Sebastian Telfair et une somme d'argent en échange de Quentin Richardson.

#### Trail Blazers de Portland (2011-2012)
Le 17 décembre 2011, il signe un contrat avec les Trail Blazers de Portland.
Le 1er juillet 2012, en fin de contrat, il est agent libre.

#### Hapoël Jérusalem (2012-2013)
Le 11 août 2012, Smith signe un contrat en Israël à l'Hapoël Jérusalem pour la saison 2012-2013.
Le 15 mars 2013, il est libéré par Hapoël.

#### Hong Kong Bulls (2013)
Puis, il part en Chine chez les Hong Kong Bulls pour la saison NBL 2013.

#### Skyforce de Sioux Falls (mars - juin 2014)
Le 14 mars 2014, Smith rejoint le Skyforce de Sioux Falls en D-League.

#### Ironi Nes Ziona (2014-2015)
Le 23 septembre 2014, Smith revient en Israël où il signe avec l'Ironi Nes Ziona B.C. pour la saison 2014-2015.

#### Enemies (2019)
En 2019, Smith signe avec les Enemies dans la BIG3. Avant le début de la première saison de BIG3, Smith est sélectionné à la 10e position du second tour de la draft 2019 de BIG3.

## Statistiques
Légende : gras = ses meilleures performances

### Universitaires
| Saison    | Équipe         | Matchs | Titul. | Min./m | % Tir | % 3pts | % LF | Rbds/m. | Pass/m. | Int/m. | Ctr/m. | Pts/m. |
| --------- | -------------- | ------ | ------ | ------ | ----- | ------ | ---- | ------- | ------- | ------ | ------ | ------ |
| 2002-2003 | Boston College | 31     | 28     | 31,9   | 60,3  | 20,0   | 67,7 | 7,94    | 1,32    | 0,87   | 0,90   | 19,90  |
| 2003-2004 | Boston College | 34     | 34     | 32,9   | 55,3  | 35,3   | 57,2 | 8,47    | 1,35    | 1,47   | 0,88   | 16,94  |
| 2004-2005 | Boston College | 29     | 29     | 34,6   | 50,4  | 23,8   | 67,1 | 8,48    | 1,69    | 1,55   | 0,52   | 18,03  |
| 2005-2006 | Boston College | 36     | 36     | 36,2   | 57,3  | 8,3    | 64,3 | 11,39   | 3,03    | 1,22   | 0,81   | 17,58  |
| Total     | Total          | 130    | 127    | 34,0   | 55,8  | 23,1   | 64,2 | 9,15    | 1,88    | 1,28   | 0,78   | 18,07  |

### Professionnelles

#### Saison régulière NBA
| Saison     | Équipe        | Matchs | Titul. | Min./m | % Tir | % 3pts | % LF | Rbds/m. | Pass/m. | Int/m. | Ctr/m. | Pts/m. |
| ---------- | ------------- | ------ | ------ | ------ | ----- | ------ | ---- | ------- | ------- | ------ | ------ | ------ |
| 2006-2007  | Minnesota     | 82     | 5      | 18,7   | 53,1  | 0,0    | 62,4 | 5,07    | 0,60    | 0,62   | 0,22   | 7,41   |
| 2007-2008  | Minnesota     | 77     | 11     | 20,1   | 56,2  | 0,0    | 66,5 | 4,58    | 0,78    | 0,47   | 0,22   | 9,44   |
| 2008-2009  | Minnesota     | 74     | 31     | 19,7   | 56,2  | 0,0    | 67,7 | 3,84    | 1,07    | 0,42   | 0,26   | 10,08  |
| 2009-2010  | L.A. Clippers | 75     | 2      | 16,4   | 56,9  | 20,0   | 63,5 | 3,83    | 1,12    | 0,44   | 0,33   | 7,80   |
| 2010-2011  | L.A. Clippers | 48     | 0      | 12,2   | 55,3  | 0,0    | 73,5 | 2,44    | 0,65    | 0,33   | 0,15   | 5,38   |
| 2011-2012* | Portland      | 47     | 0      | 9,9    | 50,4  | 0,0    | 71,7 | 2,34    | 0,40    | 0,34   | 0,11   | 3,32   |
| Total      | Total         | 403    | 49     | 16,9   | 55,3  | 3,7    | 66,1 | 3,89    | 0,80    | 0,45   | 0,23   | 7,64   |

Note: * Cette saison a été réduite de 82 à 66 matchs en raison du Lock out.